# 다시로정 (아키타현)
다시로정(田代町) 아키타현 기타아키타군에 존재했던 정이다. 2005년 6월 20일에 오다테시에 편입하여 소멸했다.

## 역사
- 1889년 4월 1일 - 하야구치촌, 야마세촌이 성립하였다.
- 1900년 10월 7일 - 하야구치역이 관설 철도의 일반역으로서 하야구치 촌에 개업하였다.
- 1947년 7월 1일 - 정으로 승격하였다.
- 2005년 6월 20일 - 히나이정과 동시에 오다테시에 편입해 소멸했다.

## 교통

### 철도
- 동일본 여객철도
  - 오우 본선

### 도로
- 국도 제7호선